# شهرستان کوتلنیکوفسکی
شهرستان کوتلنیکوفسکی (به لاتین: Kotelnikovsky District) یک شهرستان در روسیه است که در استان ولگوگراد واقع شده‌است.